# Handschrift 278
Handschrift 278 is een 15e-eeuws manuscript met drie Latijnse traktaten van de 12de-eeuwse theoloog Richard van Sint-Victor. Het verzamelhandschrift bestaat uit de contemplatieve werken De contemplatione maiore sive super archam Moysis, Tractatus parvus de contemplatione ex dictis eiusdem Ricardi en De XII Patriarchis sive de contemplatione minore. Het is in bezit geweest van het Kartuizerklooster Nieuwlicht in Utrecht en is daar tot 1584 bewaard. Tegenwoordig wordt Hs. 278 bewaard in de Universiteitsbibliotheek Utrecht. Het is te citeren als: Universiteitsbibliotheek Utrecht Hs. 278 (3 F 17).

## Omschrijving
Handschrift 278 bestaat uit 171 folia van 220 × 145 mm op perkament (vellum). De drie traktaten zijn verdeeld over verschillende boeken die elk worden onderscheiden met een perkamenten klavier (bladwijzer). De contemplatione maiore heeft vijf boeken verdeeld over 108 folia, Tractatus parvus bestaat uit één boek met zeven folia en De XII Patriarchis bestaat uit drie boeken met in totaal 51 folia.
De teksten zijn geschreven in een gotische littera hybrida op één kolom van dertig regels. De lopende tekst is geschreven in zwarte (bruin verkleurde) inkt en op elke pagina is sprake van rubricering; initialen zijn met rode inkt geaccentueerd of tekstdelen zijn rood geschreven of onderstreept om er de aandacht op te vestigen. Door het hele handschrift zijn in de marge en tussen de regels tekstcorrecties opgenomen. Hs. 278 heeft een contemporaine kalfsleren band met een ruitenpatroon en heeft restanten van twee koperen klampsluitingen.

## Decoraties

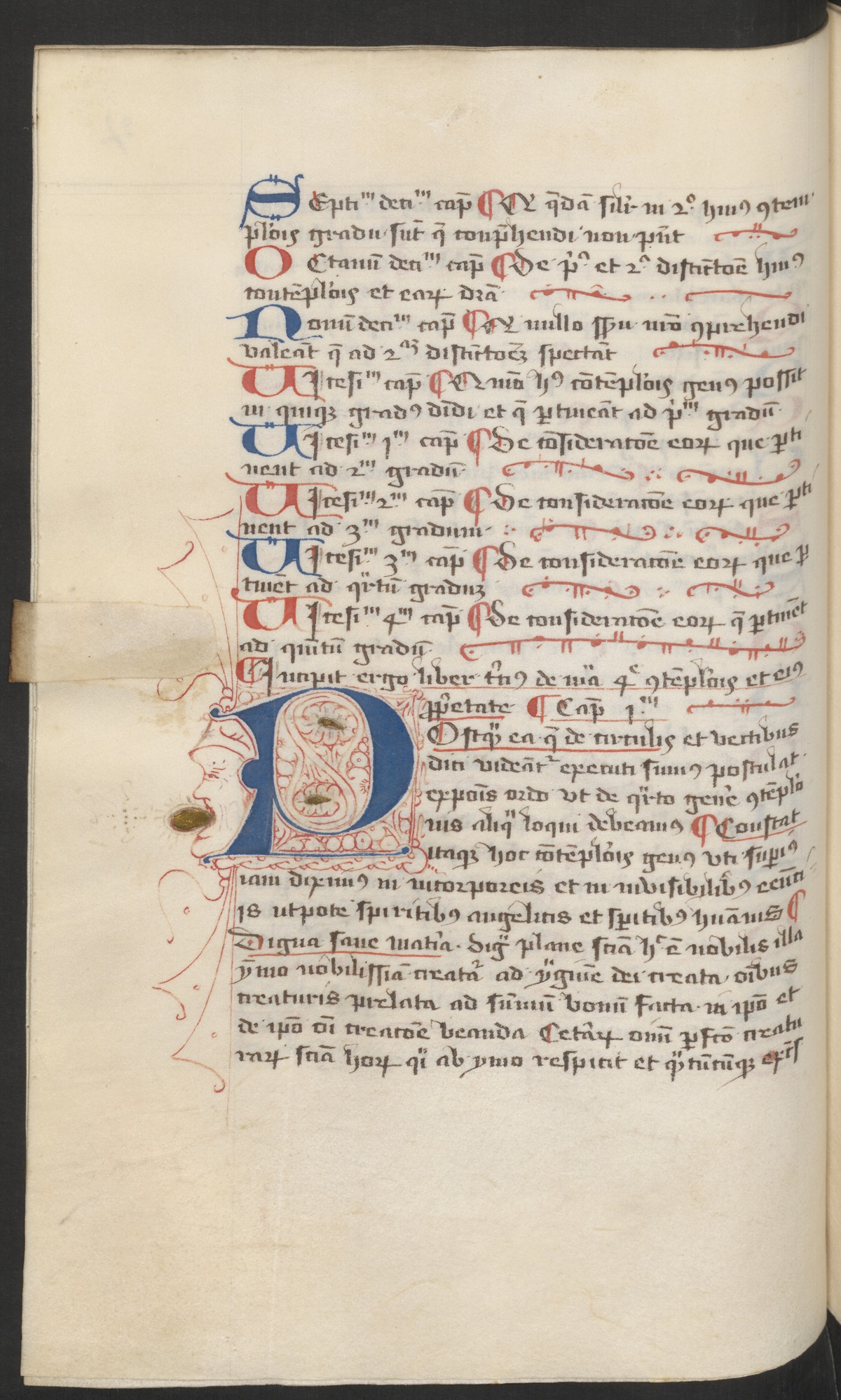
Gekleurde initialen met penwerk en masker (Hs. 278 fol. 37v).

Hs. 278 is bij aanvang van elk nieuw hoofdstuk verlucht met afwisselend blauw en rood gekleurde initialen die zijn versierd met Utrechts penwerk. Opvallend zijn de vele getekende maskers in en om de initialen. Meestal zijn het menselijke gezichten, maar in drie gevallen gaat het om katachtige dieren met uitstekende tong (fol. 50v, 81r, 125v). Op enkele plaatsen heeft de kopiist ook kapitalen in de lopende tekst voorzien van gezichtjes (o.m. fol. 71r, 42r, 113v). Op zestien bladzijden zijn de initialen ook met bladgoud versierd. De incipit van De contemplatione maiore (fol. 2r) is het meest rijk verlucht met een grote blauw en rood gekleurde initiaal met penwerk en uitgebreide randversieringen van bladgoud. Ook de begininitiaal van De XII Patriarchis (fol. 121v) is rijk versierd.

## Geschiedenis
Het handschrift is tussen 1450 en 1475 gekopieerd en is onderdeel geweest van de bibliotheekcollectie van het Kartuizerklooster Nieuwlicht in Utrecht. Op de eerste twee folia staan teksten die verwijzen naar het eigenaarschap: “Pertinet ad Carthusienses prope Traiectum [Inferius]” wat betekent: behoort toe aan de Kartuizers nabij Utrecht.
De Kartuizer gemeenschap leidde een teruggetrokken en contemplatief geloofsleven. Hs. 278 past dan ook in de omvangrijke collectie van mystieke literatuur, Bijbelexegese en werken van de Kerkvaders die het klooster in zijn bezit had. Als gevolg van de Reformatie en de opheffing van de kloosterorden, is de collectie van 145 handschriften en ongeveer 68 gedrukte werken omstreeks 1584 overgedragen aan de stadsbibliotheek van Utrecht. Het is een van de meest volledige middeleeuwse collecties van de Noordelijke Nederlanden. Hs. 278 is nu in het bezit van de Universiteitsbibliotheek Utrecht, de opvolger van de stadsbibliotheek.

## Richard van Sint-Victor en de Victorijnen
De drie traktaten zijn oorspronkelijk geschreven door de Schotse theoloog en geestelijke Richard van Sint-Victor. Hij was vanaf 1159 als onder-prior, en van 1162 tot zijn dood in 1173 als prior verbonden aan de abdij van Sint-Victor in Parijs. Deze Augustijner abdij was in de middeleeuwen een invloedrijk progressief en intellectueel centrum voor wetenschap en mystieke theologie. De Victorijnse School richtte zich onder meer op de studie en onderwijs van contemplatie en ascese. Richard van Sint-Victor was een van de eerste schrijvers die deze theologie systematisch beschreef om de kanunniken die onder de regel van Augustinus leefden te kunnen onderwijzen. Gedurende de middeleeuwen zijn het invloedrijke werken geweest die door filosofen en mystici als Bonaventura en Theresia van Ávila als inspiratiebron werden gebruikt.

## De traktaten

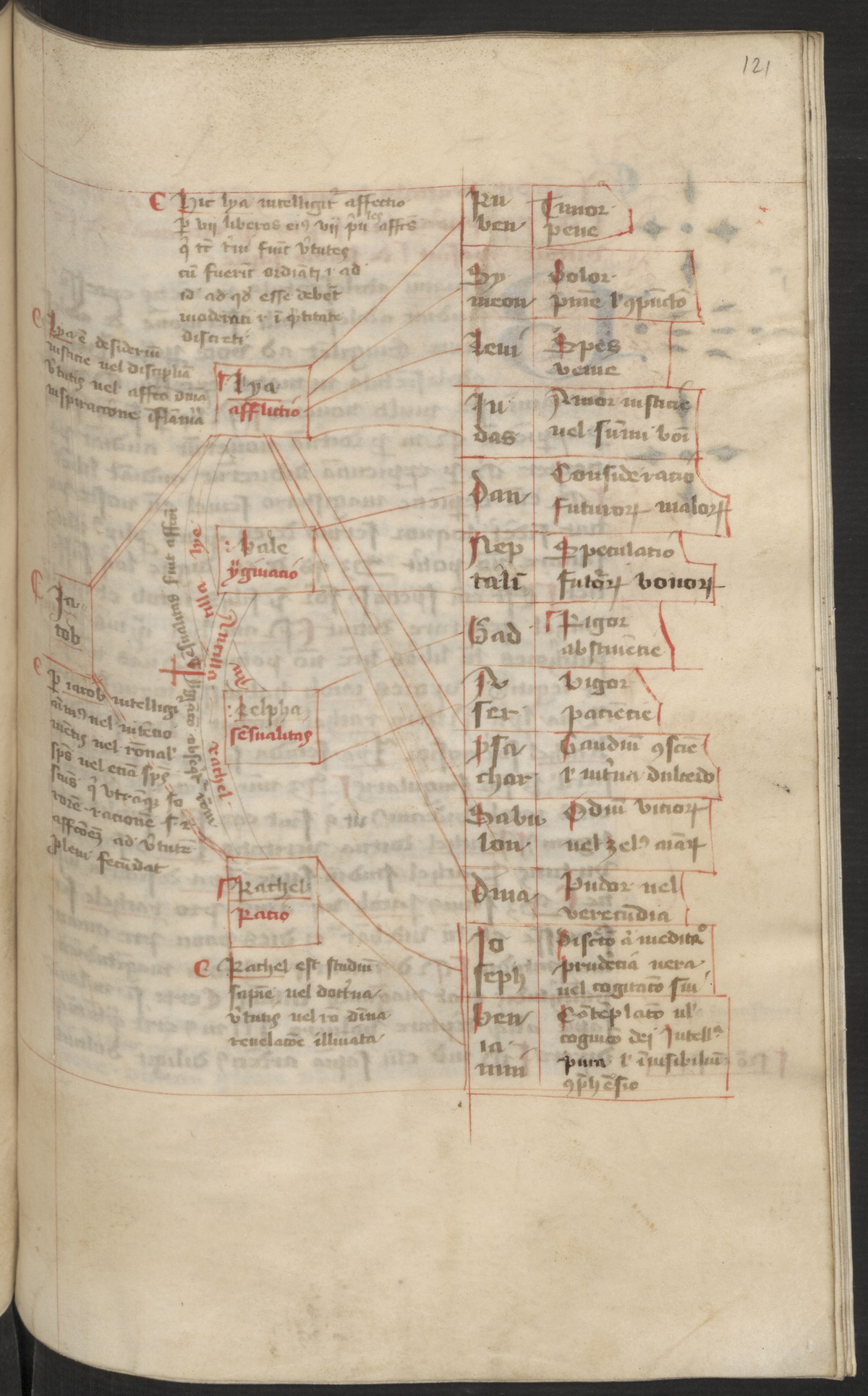
Schema uit De XII Patriarchis van Jacob en de twaalf patriarchen (Hs.278 fol.118r).

Richard van Sint-Victor heeft de drie verhandelingen waarschijnlijk tussen 1153 en 1162 geschreven. Tezamen kunnen ze worden gezien als een trilogie waarin de zoektocht naar het ideale evenwicht tussen het actieve en het contemplatieve kloosterleven van de gemeenschap centraal staat. Dit wordt symbolisch voorgesteld met de twaalf stammen van Israël, de uittocht uit Egypte en de oprichting van de Ark van het Verbond. Deze tropologische of metaforische benadering is kenmerkend voor middeleeuwse (en Victorijnse) exegese. Of de drie werken samen een vaste volgorde hadden is moeilijk te zeggen. In Hs. 278 wordt deze volgorde aangehouden:

#### De contemplatione maiore sive super archam Moysis
Dit traktaat wordt door moderne wetenschappers ook Benjamin major genoemd, naar de Bijbelse Benjamin die in de eerste zin wordt aangehaald. Middeleeuwse auteurs spreken ook over De Mystieke Ark wanneer ze naar dit werk verwijzen. Centraal staat symbolische voorstelling van de Bijbelse Ark van het Verbond. Het biedt de lezer een leidraad om de verschillende vormen van contemplatie te begrijpen en deze te ervaren. De Ark in het Beloofde Land staat voor de climax in het contemplatieve leven die de geloofsgemeenschap kan bereiken.

#### Tractatus parvus de contemplatione ex dictis eiusdem Ricardi
Deze korte verhandeling bestaat uit fragmenten van De exterminatione mali et promotione boni van Richard Sint-Victor. De uittocht van het volk van Israël uit Egypte en de intrede in het Beloofde Land staan hierin symbool voor de opvolgende stadia van contemplatie.

#### De XII Patriarchis sive de contemplatione minore
Dit traktaat wordt door moderne wetenschappers ook Benjamin minor genoemd om daarmee de verwantschap met de (meer omvangrijke) Benjamin major aan te geven. Richard van Sint-Victor geeft een tropologische interpretatie van de geschiedenis van de Oudtestamentische Jacob en zijn familie; de aartvaders van Israël. Personen, acties en andere omstandigheden staan ook in dit traktaat symbool voor ervaringen en stadia in het contemplatieve gemeenschapsleven.